# Сахарное тесто
Сахарное тесто — разновидность теста, используемая для декорации кондитерских изделий, а также непосредственно для выпечки некоторых видов печенья, пирожных, блинов, тортов.
Одним из основных ингредиентов теста является сахар или сахарный сироп, также в его состав входят мука, яйца и незначительное количество молока, иногда в тесто добавляется ваниль или ванильный сахар. Полученные изделия выпекают в течение нескольких минут и охлаждают.